# 日鉄日新製鋼
日鉄日新製鋼株式会社（にってつにっしんせいこう、英文表記：Nippon Steel Nisshin Co., Ltd.）は、かつて存在した東京都千代田区丸の内に本社を置く高炉メーカーである。2020年4月1日、日本製鉄に合併され解散。

## 概要
1959年（昭和34年）に日本鐵板と日亜製鋼の二社が合併して日新製鋼株式会社が誕生した。そして1962年（昭和37年）、呉製鉄所に第1号高炉を建設し、以後は圧延および連続鋳造設備を備えた銑鋼一貫のメーカーとして活動していた。高炉メーカーとしての規模は日本国内で第4位。表面処理鋼板やステンレス鋼板、ステンレス精密圧延品といった高付加価値な薄板部門に強みを発揮していた。商品ブランド名は月星印。
合併後も岩井産業や新日本製鐵（現・日本製鉄）とは緊密な関係を保ち、特に後者の新日本製鐵は筆頭株主であった。また、前者との関係から最勝会グループにも属していた。三和グループの三水会（後身は水曜会）及びみどり会のメンバーでありながら、旧長銀や旧興銀とも緊密な関係にあった。
大平洋金属の株式を1,495万株 (7.6%) 保有する大株主であり、その他日本国内に約30社のグループ会社を有していた。
2012年10月1日、日本金属工業と共同株式移転方式で経営統合し、当社は日新製鋼ホールディングスの完全子会社となった。その後、2014年4月1日、日新製鋼ホールディングスが日新製鋼及び日本金属工業を吸収合併、日新製鋼株式会社に社名変更した。
2017年3月13日、新日鐵住金は株式公開買付けにより、当社を子会社化。2019年1月1日、株式交換により、新日鐵住金の完全子会社となった。
2019年4月1日、親会社の新日鐵住金が日本製鉄へ商号変更したことに伴い、日鉄日新製鋼株式会社に商号変更。その後、2020年4月1日、親会社の日本製鉄に合併。

## 主要事業所
- 本社 - 東京都千代田区丸の内三丁目4番1号（新国際ビル）
- 製造拠点
  - 呉製鉄所 - 広島県呉市昭和町
  - 堺製造所 - 大阪府堺市西区石津西町
  - 東予製造所 - 愛媛県西条市北条
  - 大阪製造所 大阪工場 - 大阪府大阪市此花区桜島二丁目
  - 大阪製造所 神埼工場 - 兵庫県尼崎市次屋二丁目 （堺製造所に統合の予定）
- 研究所
  - 鋼材研究所 - 広島県呉市昭和町
  - ステンレス・高合金研究所 - 山口県周南市野村南町
  - 表面処理研究所 - 大阪府堺市西区石津西町
  - 塗装・構造部材研究所 - 千葉県市川市高谷新町
  - 加工技術研究所 - 大阪府堺市西区石津西町

## 沿革

### 日本鐵板
- 1911年（明治44年）5月 - 亞鉛鍍（あえんめっき）株式會社設立。桜島工場（現・大阪製造所）が操業開始。
- 1916年（大正5年）7月 - 亞鉛鍍が大阪鐵板製造株式會社に社名変更。
- 1918年（大正7年）8月 - 徳山分工場が操業開始。
- 1928年（昭和3年）2月15日 - 徳山分工場が独立し、徳山鐵板株式會社として発足。
- 1949年（昭和24年）5月 - 徳山鐵板が東京証券取引所・大阪証券取引所に株式上場。
- 1953年（昭和28年）10月 - 徳山鐵板が大阪鐵板製造を合併し、日本鐵板株式會社に社名変更。
- 1958年（昭和33年）6月 - 南陽工場（現・周南製鋼所）が操業開始。

### 日亜製鋼
- 1908年（明治41年）7月 - 田中亞鉛鍍金工場が創業。
- 1918年（大正7年）3月 - 日本亜鉛鍍株式會社に改組。
- 1934年（昭和9年）4月 - 尼崎工場（後の尼崎製造所）が操業開始。
- 1935年（昭和10年）5月 - 日本亞鉛鍍鋼業株式會社に社名変更。
- 1939年（昭和14年）9月 - 日亞製鋼株式會社に社名変更。
- 1950年（昭和25年）4月 - 神崎工場が操業開始。
- 1951年（昭和26年）2月 - 呉工場（現・呉製鉄所）が操業開始。

### 日新製鋼
- 1959年（昭和34年）4月1日 - 日本鐵板が日亞製鋼を合併し、日新製鋼株式会社に社名変更、大学 (書物)の「日々新、又日新」から。
- 1962年（昭和37年）6月 - 呉製鉄所に高炉が完成、操業開始。
- 1963年（昭和38年）2月 - 市川工場（後の市川製造所）が操業開始。
- 1966年（昭和41年）10月 - 神戸製鋼所堺工場を譲受け、堺工場（現・堺製造所）が発足。
- 1970年（昭和45年）10月 - 初の海外事業として、スペインのステンレス鋼板メーカー、アセリノックス社の設立に参画。
- 1990年（平成2年） - アメリカに North American Stainless を設立。
- 1996年（平成8年）10月 - 中国の江蘇省太倉市に合弁会社を設立。
- 1999年（平成11年）10月 - 東予製造所が操業開始。
- 2002年（平成14年）- 南アフリカの Columbus社を買収。
- 2012年（平成24年）- 日本金属工業との共同株式移転により日新製鋼ホールディングスを設立。
- 2014年（平成26年）- 日新製鋼ホールディングスが日新製鋼と日本金属工業を吸収合併し（新）日新製鋼に社名変更。尼崎製造所を分離し、旧・日本金属工業の子会社である日金工鋼管と統合、日新製鋼ステンレス鋼管とする。
- 2016年（平成28年）- 市川製造所などを日新総合建材に会社分割し、同社は日新製鋼建材株式会社に商号変更。
- 2017年（平成29年）- 新日鐵住金が株式公開買付けにより、議決権所有割合ベースで51.03%の株式を取得し親会社となる。

### 日鉄日新製鋼
- 2019年（平成31年）
  - 1月 - 新日鐵住金が株式交換により、完全親会社となる。
  - 4月 - 日鉄日新製鋼株式会社に社名変更。
- 2020年（令和2年）4月 - 日本製鉄に吸収合併[11]。

## 関連企業
|                             | グループ会社                   | 主な製品・サービス                                            | 資本金（円） |
| --------------------------- | ------------------------------ | ------------------------------------------------------------- | ------------ |
| 加工・メーカー              | 日鉄日新製鋼建材株式会社       | 形鋼・建材                                                    | 15億         |
| 加工・メーカー              | 日鉄日新鋼管株式会社           | 鋼管・建材                                                    | 14億         |
| 加工・メーカー              | 月星アート工業株式会社         | ステンレスの意匠鋼板                                          | 5,000万      |
| 加工・メーカー              | 日本パイプシステム株式会社     | ステンレス製鋼                                                | 8,000万      |
| 加工・メーカー              | 三晃金属工業株式会社           | 各種鋼材                                                      | 19億8,000万  |
| 加工・メーカー              | 中国工業株式会社               | 高圧容器・鉄構輸送機・ プラスチック製品など                   | 17億1,000万  |
| 加工・メーカー              | モリテック スチール株式会社    | 特殊鋼・焼入鋼帯・ 板金加工品                                 | 18億4,885万  |
| 加工・メーカー              | 日阪製作所株式会社             | 染色機械・プレート式熱交換器・ ボール･バルブ・食品機械等      | 41億5,000万  |
| 商社・加工                  | 日本鐵板株式会社               | 鉄鋼・金属・建材                                              | 13億         |
| 商社・加工                  | 月星商事株式会社               | 鉄鋼製品                                                      | 4億3,650万   |
| 商社・加工                  | 株式会社プロスチール           | 鉄鋼製品                                                      | 1億          |
| 商社・加工                  | 株式会社カノークス             | 鉄鋼・鉄鋼加工品・ 化学製品・機械                             | 23億1,000万  |
| 商社・加工                  | 大阪ステンレスセンター株式会社 | 鋼板類の剪断・裁断                                            | 1億          |
| 商社・加工                  | 株式会社ステンレスワン         | ステンレス鋼帯の剪断・裁断                                    | 4億          |
| 商社・加工                  | MSSステンレスセンター株式会社  | ステンレス鋼帯の剪断・裁断                                    | 4億2,400万   |
| 商社・加工                  | 日輪鋼業株式会社               | 各種鋼材                                                      | 3,300万      |
| 商社・加工                  | 岩田鋼鉄株式会社               | 特殊鋼・その他鋼材                                            | 4,500万      |
| 原材料供給                  | 日鉄日新サンソ株式会社         | 各種ガス                                                      | 1,000万      |
| 原材料供給                  | 周南酸素株式会社               | 各種ガス                                                      | 3,000万      |
| 原材料供給                  | 周南紙業株式会社               | クラフト古紙                                                  | 6,000万      |
| 原材料供給                  | 宇部日新石灰株式会社           | 製鋼用生石灰                                                  | 1億          |
| 運輸                        | 月星海運株式会社               | 鉄鋼製品の輸送・管理                                          | 4億6,200万   |
| 運輸                        | 新菱海運株式会社               | 内航海運業                                                    | 1,250万      |
| 設備保全・ サービス・その他 | 日鉄日新工機株式会社           | 設備・プラントの設計・製作・修理                              | 9,600万      |
| 設備保全・ サービス・その他 | 新和企業株式会社               | 商事・サービス事業・ゴルフ場経営、 広告・宣伝・厚生施設の管理 | 4億9,950万   |
| 設備保全・ サービス・その他 | エヌアイ情報システム株式会社   | 情報システムの開発・運用                                      | 3,000万      |

## 人材育成
- 優秀な社員を兵庫県尼崎市の産業技術短期大学（1962年一般社団法人日本鉄鋼連盟が設立）に派遣して、人材育成を行っていた。具体的には、「製造現場における知識創造と人材の多機能育成政策・綿密な能力開発策のひとつとして、企業内選抜を経て中堅技術者への昇進に結びつく産業技術短期大学への派遣を行う政策の実行」であり、このような人材育成形態（教育訓練形態）を「オフ・ザ・ジョブ・トレーニング・OFF-JT」という。